# Isopropyl β-D-1-thiogalactopyranoside
L'isopropyl β-D-1-thiogalactopyranoside, abrégé par IPTG, est un réactif de biologie moléculaire.
Ce composé est utilisé comme un analogue de l'allolactose, un métabolite du lactose qui active la transcription de l'opéron lactose et en particulier du gène de la β-galactosidase, lacZ. Comme l'allolactose ou le lactose, l'IPTG se lie au répresseur de l'opéron lactose, LacI, ce qui empêche sa liaison à l'opérateur et induit donc la transcription du gène de la β-galactosidase. Contrairement à l'allolactose, l'IPTG n'est pas substrat de cette enzyme car la présence d'un atome de soufre dans l'IPTG rend la liaison chimique avec la partie isopropyl non-hydrolysable, l'IPTG est donc ce qu'on appelle un inducteur gratuit (ne pouvant pas etre dégradé par une protéase). N'étant pas métabolisable, la concentration d'IPTG ne varie pas dans la culture ce qui rend l'induction par l'IPTG constante et stable. 
En laboratoire, l'IPTG est utilisé pour induire l'expression de protéines recombinantes placées sous le contrôle du promoteur lac ou de ses dérivés dans Escherichia coli. Les bactéries portant un plasmide contenant le gène d'intérêt sont cultivées en l'absence d'IPTG, jusqu'à ce que la densité cellulaire atteigne un niveau suffisant. L'addition d'IPTG dans la culture permet d'induire la production de la protéine au moment désiré.